# Мутигуллин, Абдулла Мутигулович
Абдулла Мутигулович Мутигуллин (11.09.1923 — 27.01.1988) — командир отделения 292-го гвардейского стрелкового полка, гвардии сержант — на момент представления к награждению орденом Славы 1-й степени.

## Биография
Родился 11 сентября 1923 года в деревне Нижние Савруши Сабинского района Татарстана. Татарин. Окончил 7 классов. Работал в колхозе.
В Красной Армии с 1942 года. С января 1943 года — на фронте в составе 343-й стрелковой дивизии 66-й армии Донского фронта. Участвовал в Сталинградской битве. Затем в составе Воронежского, Степного и 2-го Украинского фронтов воевал на Курской дуге, освобождал Украину в ходе Белгородско-Харьковской, Кировоградской, Уманско-Ботошанской операций. Проявил себя метким стрелком и был направлен в отдельный гвардейский учебный батальон 97-й гвардейской стрелковой дивизии для овладения специальностью снайпера.
Будучи курсантом учебного батальона гвардии сержант Мутигуллин за период боевых действий с 5 по 9 апреля 1944 года в районе села Тархановка из снайперской винтовки поразил 11 противников.
Приказом командира 97-й гвардейской стрелковой дивизии от 5 мая 1944 года за мужество, проявленное в боях с врагом, награждён орденом Славы 3-й степени.
После окончания обучения Мутигуллин был направлен снайпером в 292-й гвардейский стрелковый полк той же дивизии. За период боёв с 2 по 5 мая 1944 года при обороне высоты 164,4 в районе села Аснашень он уничтожил десять вражеских солдат, в том числе пулемётный расчёт, который мешал продвижению подразделения.
Приказом по 5-й гвардейской армии от 1 августа 1944 года гвардии сержант Мутигуллин награждён орденом Славы 2-й степени.
После боёв в Молдавии он был назначен командиром отделения.
В июле 1944 года 5-я гвардейская армия была переброшена в район Тернополя и включена в состав 1-го Украинского фронта. В ходе Львовско-Сандомирской наступательной операции она вышла к реке Висла. 4 августа подразделения 97-й гвардейской стрелковой дивизии форсировали реку в районе города Баранув-Сандомерски. С 11 августа, ввиду того что противник ввёл в бой крупные силы пехоты и танков, дивизия перешла к обороне.
17 августа 1944 года в ходе боя на Сандомирском плацдарме на позиции отделения гвардии сержанта Мутигуллина противники бросили большие силы. При отражении контратаки автоматным огнём и в рукопашной схватке отделение уничтожило свыше 20 вражеских солдат и удержало занимаемый рубеж.
19 августа в ходе боя Мутигуллин был завален в окопе землёй прорвавшимся к нашим позициям вражеским танком. После того как контратака противника была отбита бойцы отделения откопали командира в бессознательном состоянии и отправили в госпиталь. Он пришёл в себя только на восьмые сутки. В свою часть вернулся в конце войны во время боёв под Дрезденом.
Указом Президиума Верховного Совета СССР от 15 мая 1946 года за мужество, отвагу и героизм, проявленные в борьбе с захватчиками, гвардии сержант Мутигуллин Абдулла Мутигулович награждён орденом Славы 1-й степени.
В 1946 году демобилизован. Работал грузчиком во Владивостокском торговом порту, затем заливщиком литейного цеха на Челябинском тракторном заводе. Позже вернулся на родину. Жил в селе Богатые Сабы Сабинского района Татарской АССР. Работал бригадиром в совхозе.
Награждён орденами Отечественной войны 1-й степени, Славы 1-й, 2-й и 3-й степени, медалями.
Умер 27 января 1988 года.